# Napoli, sole mio!
Napoli, sole mio! è un film del 1958 diretto da Giorgio Simonelli.

## Trama
Donna Matilde, proprietaria di fattoria; vive in un piccolo paese con la figlia Lorella. Questa, recatasi a Napoli, incontra casualmente Michele, giovane posteggiatore, tra i due si stabilisce una corrente di viva simpatia, che si trasforma rapidamente in un sentimento d'amore. Michele non osa però rivelare a Lorella qual è la sua occupazione, né vuol parlarle della povertà della sua famiglia: egli le fa credere di vivere  in agiatezza, Michele è però un buon ragazzo, e ricambia sinceramente l'amore di Lorella. Questa, tornata a casa, informa la mamma, del sentimento che la lega ormai al giovane napoletano; Matilde però scopre che la famiglia di Michele è in realtà poverissima e non acconsente al matrimonio. Lorella però non si rassegna, fugge a Napoli e sposa Michele, il quale poco dopo riesce ad affermarsi come cantante. Donna Matilde non perdona la fuga e taglia ogni rapporto. Ma quando Lorella le annuncia la nascita della sua bambina alla quale ha dato il nome della nonna, Donna Matilde commossa, supera il suo orgoglio, si riconcilia con la figliola e col genero.

## Produzione
Alberto De Martino lavorò in qualità di aiuto regista. Il direttore di produzione fu Mario Cecchi Gori.
Gli interni furono girati negli stabilimenti Titanus a Roma, gli esterni a Napoli.
Le riprese terminarono nel marzo 1958; il titolo di lavorazione era Lorella. Nelle locandine il primo titolo venne mantenuto come sottotitolo.

## Colonna sonora
Le canzoni sono cantate da Ferruccio Tagliavini, Aurelio Fierro e Gloria Christian.
Il motivo ricorrente, Napoli, sole mio, fu composta da Domenico Furnò e Nino Oliviero.

## Distribuzione
Fu distribuito nei cinematografi italiani a partire dal marzo 1958.

## Accoglienza

### Botteghino
Il film incassò al botteghino 374 milioni di lire.